# 台中市立沙鹿工業高級中等学校

台中市立沙鹿工業高級中等学校（英語: Taichung Municipal Shalu Industrial High School）は、台湾台中市沙鹿区に位置する高級中学である。

## 沿革
- 1952年、台中市沙鹿の実業家、李慶雲氏が学校設立のために土地を寄付した。 当初は「私立沙鹿中学工業学校」と名付けられ、紡績、染色、仕上げの技術者を育成する台湾唯一の工業専門学校であった。
- 1953年、創立者が学校を台中県政府に寄贈し、台中県初級工業職業學校と命名。
- 1956年に台中県立沙鹿工業職業学校に改組。
- 1983年、試験的にエクステンション教育（現在は実技クラスに改称）を導入。
- 1990年、建築教育協力クラスを開設。
- 1997年、機械製図課を設置（現在は製図課に変更）。
- 1998年、情報技術課設置。
- 1999年、電子課と情報処理課を新設。
- 2017年1月1日、台中市政府に移管され、台中市立沙鹿工業高校と改名。

## 設置学科
- テキスタイル部門
- 染色・仕上げ
- 化学エンジニアリング
- 機械部門
- 自動車
- グラフィック
- 情報技術
- 電子工学
- データ処理
- ビジネス情報技術
- 協同クラス
- 体育
- 総合機能クラス

## 姉妹校
- 静岡県立浜松工業高等学校 - 1976年に姉妹校締結。職員・生徒が相互交流を行っている。